# 민수아
민수아(1987년 5월 8일 ~ )는 대한민국의 레이싱 모델이다.

## 경력
- 2010년 베이징모터쇼 현대자동차 레이싱모델
- 2011년 티빙 슈퍼레이스 챔피언쉽 레이싱모델
- 2012년 헬로모바일 슈퍼레이스 챔피언쉽 레이싱모델
- 2013년 서울모터쇼 포드 레이싱모델
- 2013년 베이징모터쇼 현대자동차 레이싱모델
- 2013년 넥센타이어 스피드 레이싱모델

## 수상
- 2012년 제2회 오션월드 비키니모델대회 미스오션월드상
- 2013년 한국레이싱모델 어워즈 올해의 베스트 스타일상